# 牛丼

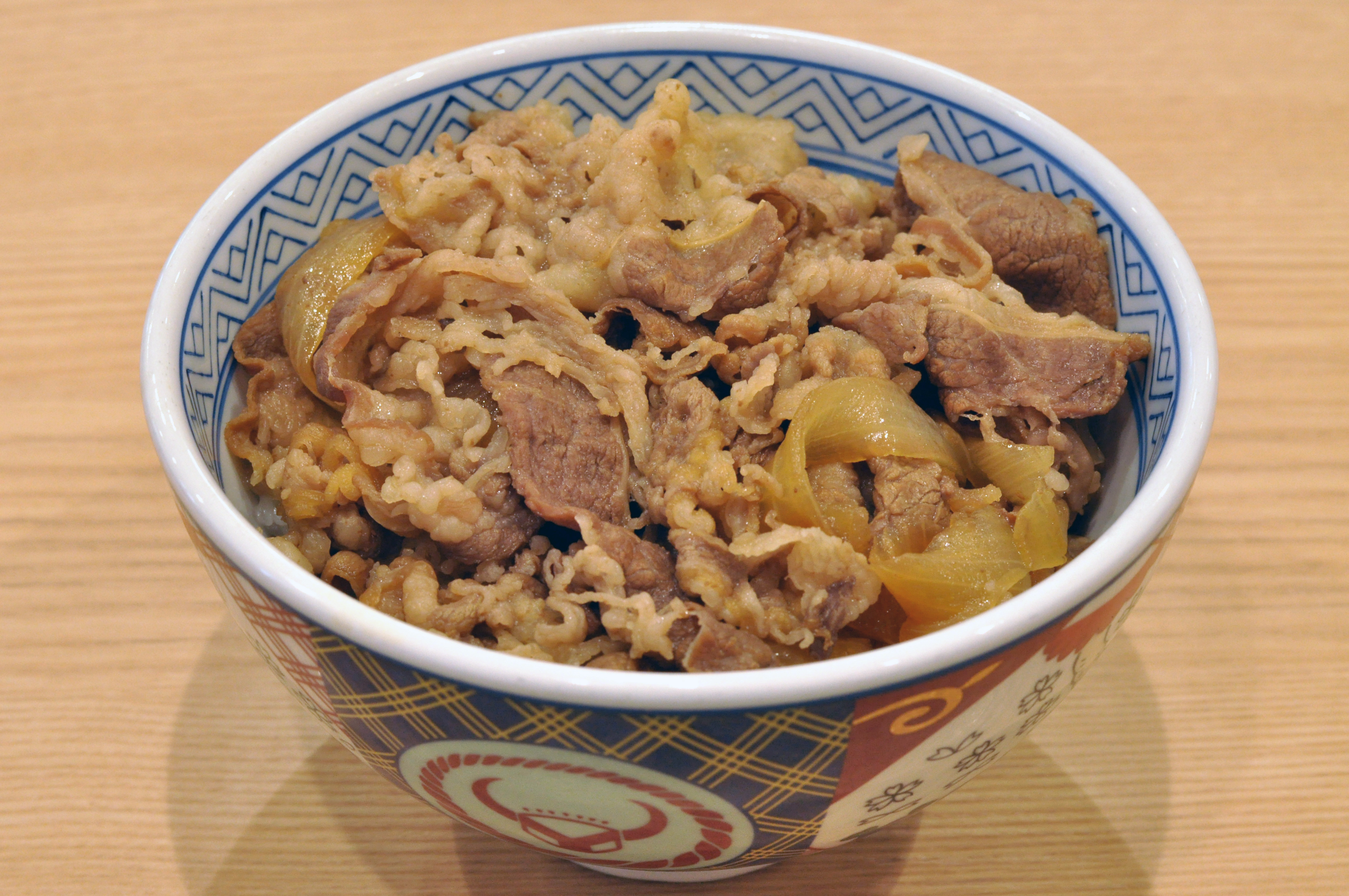
吉野家贩卖的牛丼

牛丼，或稱為日式牛肉飯，是一種日式速食食品，是一種丼物。主要做法是在碗內盛上米飯後，上鋪一層碎牛肉片和洋蔥絲，並一起蒸熟後食用，食用時可配以醃製的洋薑絲。由於食用方便，故廣受上班族的歡迎。

## 歷史
明治維新時期，日本人大舉學習歐美世界之科技與習俗，其中歐美人種食用牛肉的風氣亦因此傳入日本。最初的牛丼則是在關東地區誕生的。

## 發展
1970年代，日本的牛肉進口有限，然而和牛飼養成本甚高，價格高昂，所以當時的一般日本人是很少機會有牛肉供食用的。後來有人在屠宰牛隻後在牛骨上削出連在牛骨上的少許牛肉，以製作價格低廉的牛丼，結果大受歡迎。
現代日式牛肉飯一般不以和牛製作，但仍根據傳統以薄以長身的牛肉片製作。有更講究的牛肉飯是以頂級牛肉片所製作的。2004年因美國爆發牛海綿狀腦病，日本禁止進口美國牛肉，使得日本國內日式牛肉飯市場大受影響。日本國會直至2005年5月初才批准恢復對美國牛肉的進口。
在食用牛丼的時候，除了米飯本身外，很多時都會加上半熟或生雞蛋作佐料，牛肉汁或醬油作調味，以及配菜紅椒片或酸薑。配以味噌湯也是常見的選擇。
牛肉飯和豬肉飯一樣，都有一些相似的餐點：牛排飯、豬排飯，但是跟豬排飯不同的是，牛排飯上的牛肉是用煎烤的肉塊，很少會用油炸。

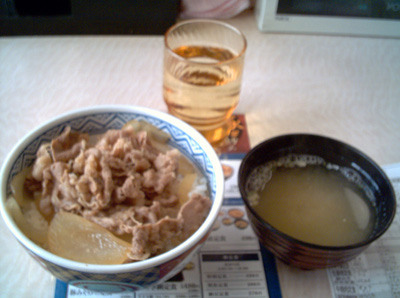
日本吉野家牛丼
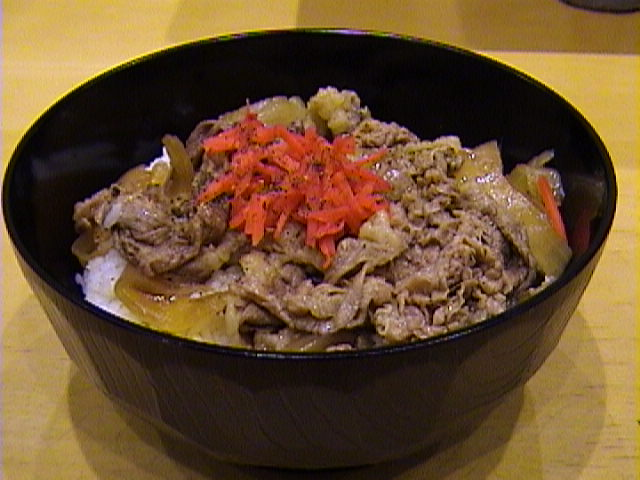
本州四國連絡橋淡路服務區所販賣之牛丼
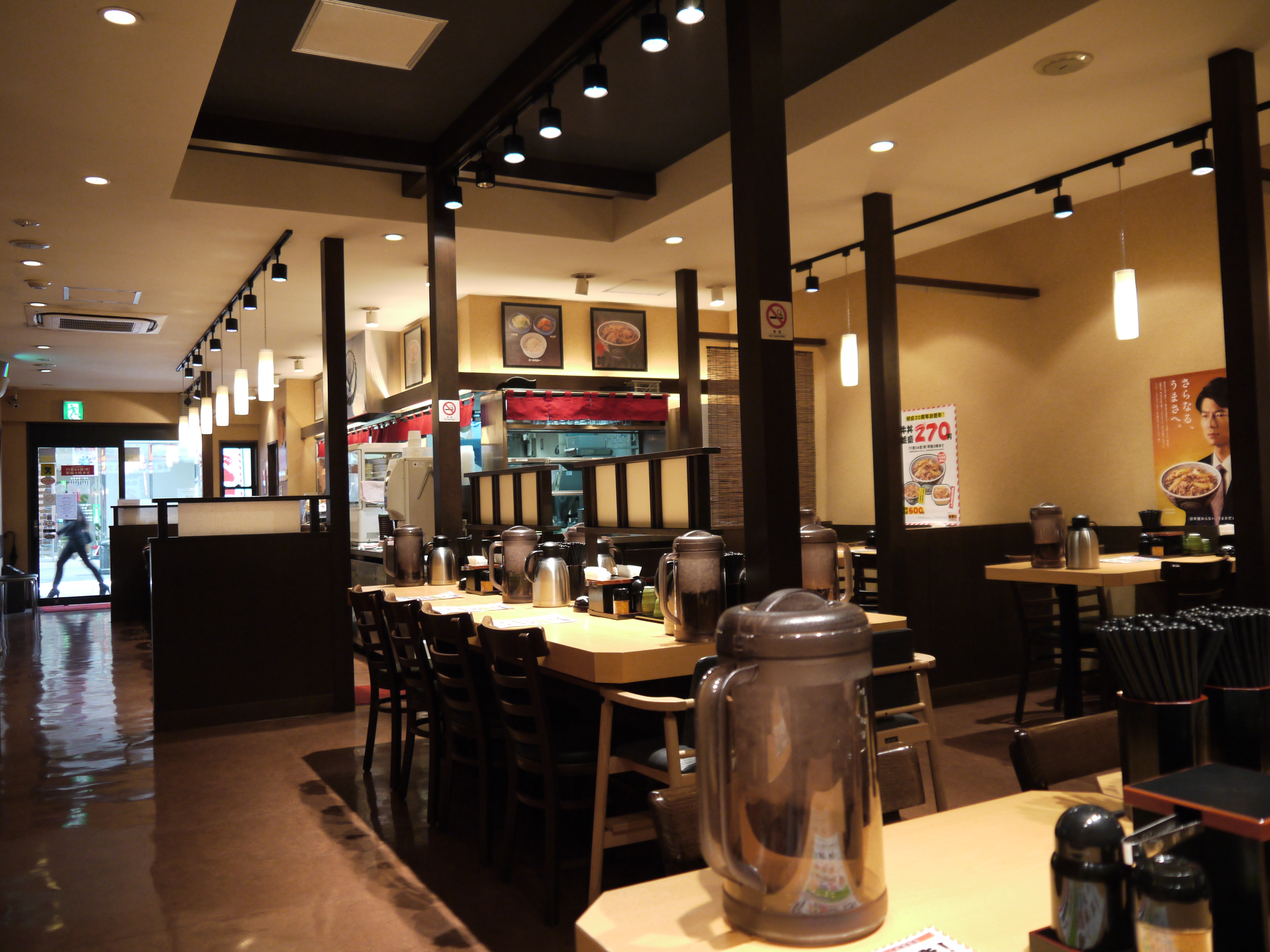
吉野家熊本市内店